# Lisinoalanina
La lisinoalanina (LAL) è un amminoacido risultante dal legame tra un residuo di lisina e uno di alanina costituenti i gruppi laterali di due diversi amminoacidi. Si forma generalmente dall'alchilazione di un residuo di lisina presente su una molecola di deidroalanina, la quale a sua volta si forma per disidratazione di un residuo di serina sotto l'effetto del calore.
La lisinoalanina è una tossina che presenta un'attività antimicrobica e che risulta dannosa in particolare per i reni.